# Knudsen (Familienname)
Knudsen ist ein skandinavischer Familienname.

## Namensträger

### A
- Andreas Knudsen (1887–1982), norwegischer Segler und Ruderer
- Atle Knudsen (* 1971), norwegischer Film- und Fernsehregisseur
- Audun Foss Knudsen (* 1977), norwegischer Biathlet

### C
- C. O. Gjerløv-Knudsen (1892–1980), dänischer Architekt und Autor

### D
- Dagmar Knudsen (* 1956), deutsche Marathonläuferin
- Dan Michael Knudsen (* 1962), Reichsombudsmann der Färöer
- David Knudsen (* 1994), dänischer Basketballspieler

### E
- Eric Knudsen (* 1949), US-amerikanischer Neurobiologe
- Erik Knudsen (Schriftsteller) (1922–2007), dänischer Schriftsteller
- Erik Knudsen (Schauspieler) (* 1988), kanadischer Schauspieler

### F
- Ferdinand Knudsen (* 1911), grönländischer Kaufmann und Landesrat

### G
- Grete Knudsen (1940–2023), norwegische Politikerin
- Gunnar Knudsen (1848–1928), norwegischer Politiker
- Gustav Knudsen (* 2003), dänischer Basketballspieler

### H
- Hans Knudsen (Theaterwissenschaftler) (1886–1971), deutscher Theaterwissenschaftler und Hochschullehrer
- Hans R. Knudsen (1903–1962), dänischer Journalist und Politiker (Socialdemokraterne)
- Hans-Wiggo Knudsen (1944–2020), dänischer Kanute
- Harald Knudsen (* 1941), deutscher evangelischer Theologe
- Harry Knudsen (1919–1998), dänischer Ruderer
- Henning Knudsen (* 1948), dänischer Pilzkundler
- Henrik Knudsen (* 1982), dänischer Handballspieler
- Holger Knudsen (* 1949), deutscher Rechtsbibliothekar

### I
- Ivar Knudsen (1861–1920), dänischer Ingenieur, Erfinder und Direktor der Burmeister & Wain Werft

### J
- Jakob Knudsen (1858–1917), dänischer Schriftsteller und Geistlicher
- Jens Martin Knudsen (Physiker) (1930–2005), dänischer Astrophysiker
- Jens Martin Knudsen (Fußballspieler) (* 1967), färöischer Fußballtorwart
- Jens Nygaard Knudsen (1942–2020), dänischer Spielzeugdesigner
- Jens Werner Knudsen (* 1928), Biotechnologe
- Jesper Knudsen (* 1960), dänischer Badmintonspieler
- Johan Knudsen (1922–1973), grönländischer Landesrat
- Johannes Knudsen (1917–1957), ein dänischer Ingenieur
- Jon Knudsen (* 1974), norwegischer Fußballtorwart
- Jonas Knudsen (* 1992), dänischer Fußballspieler
- Jonathan B. Knudsen (1944–1999), US-amerikanischer Historiker
- Jørgen Knudsen (Zoologe) (1918–2009), dänischer Malakologe
- Jørgen Knudsen (Schriftsteller) (1926–2017), dänischer Pädagoge, Schriftsteller und Kritiker

### K
- Kai Birger Knudsen (1903–1977), norwegischer Politiker
- Keith Knudsen (1948–2005), US-amerikanischer Schlagzeuger
- Kenneth Knudsen (* 1946), dänischer Jazzmusiker (Piano)
- Kenneth Dahl Knudsen (* 1984), dänischer Jazzmusiker (Bass)
- Kerry Knudsen (* 19??), US-amerikanischer Flechtenkundler
- Kim Wraae Knudsen (* 1977), dänischer Kanute
- Knud Knudsen (Linguist) (1812–1895), norwegischer Linguist
- Knud Knudsen (Fotograf) (1832–1915), norwegischer Fotograf und Pomologe
- Knud Knudsen (Politiker) (1912–2000), deutscher Politiker (FDP, CDU)
- Knud Knudsen (Bildhauer) (1916–1998), deutscher Bildhauer
- Knud Lausten Knudsen (1806–1866), dänischer Gutsherr und Politiker
- Knud Leonard Knudsen (1879–1954), norwegischer Turner
- Knut Knudsen (* 1950), norwegischer Radsportler
- Konrad Knudsen (1890–1959), norwegischer Maler, Journalist und Politiker
- Kristian Knudsen (Volleyballspieler) (* 1979), dänischer Volleyballspieler
- Kristian Bernhard Knudsen (1877–1961), norwegischer Reeder

### L
- Lars Knudsen (Kryptologe) (* 1962), dänischer Kryptologe
- Lars Knudsen (Fußballspieler), (* 1977), dänischer Fußballspieler und -trainer
- Lars Knudsen (Filmproduzent), dänischer Filmproduzent
- Lina Knudsen (* 1985), dänische Curlerin
- Lotte Bjerre Knudsen (* 1964), dänische Wissenschaftlerin und Hochschullehrerin

### M
- Magnus Knudsen (* 2001), norwegischer Fußballspieler
- Mariann Knudsen (* 1984), dänische Fußballspielerin
- Matías Knudsen (* 1999), kolumbianischer Squashspieler
- Martin Knudsen (1871–1949), dänischer Physiker und Ozeanograph
- Martin Knudsen (Fußballspieler) (* 1978), norwegischer Fußballspieler
- Martin Knudsen (Reiter), dänischer Springreiter
- Mette Knudsen (Regisseurin) (* 1943), dänische Regisseurin, Kamerafrau und Drehbuchautorin
- Mette Knudsen (Diplomatin) (* 1962), dänische Diplomatin
- Michael V. Knudsen (* 1978), dänischer Handballspieler
- Monica Knudsen (* 1975), norwegische Fußballspielerin und -trainerin

### N
- Niclas Knudsen (* 1972), dänischer Fusion- und Jazzmusiker

### O
- Olga Knudsen (1865–1947), dänische Frauenrechtlerin und Politikerin

### P
- Peggy Knudsen (1923–1980), US-amerikanische Schauspielerin
- Petur Knudsen (* 1998), färöischer Fußballspieler

### R
- Ragni Steen Knudsen (* 1995), norwegische Volleyballspielerin

### S
- Samuel Knudsen (* 1929), grönländischer Künstler, Schriftsteller und Lehrer
- Semon Knudsen (1912–1998), US-amerikanischer Industriemanager
- Sidse Babett Knudsen (* 1968), dänische Schauspielerin
- Steffen Udengaard Knudsen (* 1998), dänischer Sprinter

### U
- Ulla Knudsen (* 1976), dänische Fußballspielerin

### W
- William S. Knudsen (1879–1948), US-amerikanischer Industriemanager